# Esteban Lozada
Esteban Lozada (Ottignies-Louvain-la-Neuve, 8 de enero de 1982) es un ex–jugador argentino de rugby nacido en Bélgica y que se desempeñaba como segunda línea.

## Carrera
Al finalizar su primera temporada con los Wasps RFC anunció su retiro de la actividad e informó que se debía al ser diagnosticado con hemicránea crónica, este sería el efecto de un traumatismo craneoencefálico producto del rugby profesional y le impedía realizar actividad física. Lozada se retiró a la edad de 32 años.

## Selección nacional
Fue convocado a los Pumas por primera vez en noviembre de 2006 para enfrentar al XV de la Rosa y disputó su último partido en junio de 2008 contra los Lelos. En total jugó 22 partidos y no marcó puntos.

### Participaciones en Copas del Mundo
Participó de la histórica Copa del Mundo de Francia 2007 donde los Pumas llegaron a semifinales del torneo por primera vez.
| Mundial                       | Sede    | Resultado     | PJ | Tries |
| ----------------------------- | ------- | ------------- | -- | ----- |
| Copa Mundial de Rugby de 2007 | Francia | Tercer puesto | 2  | 0     |

## Palmarés
- Campeón del Top 12 de la URBA de 2005.
- Campeón de la Rugby Pro D2 de 2007–08.